# Workday, Inc.
Workday, Inc. es un proveedor estadounidense de software a pedido (basado en la nube) de gestión financiera, gestión del capital humano y sistemas de información para estudiantes. Workday fue fundada por David Duffield, fundador y antiguo consejero delegado de la empresa de ERP PeopleSoft, junto con el antiguo estratega jefe de PeopleSoft, Aneel Bhusri, tras la adquisición de PeopleSoft por parte de Oracle en 2005.
En octubre de 2012, Workday lanzó una exitosa oferta pública inicial que valoró la empresa en 9.500 millones de dólares. Entre los competidores de Workday se encuentran SAP Successfactors, Dayforce, UKG y Oracle.
En el año 2020, la revista Fortune situó a Workday Inc. en el puesto número cinco de su lista Fortune de las 100 mejores empresas para trabajar en 2020, basándose en una encuesta de satisfacción de los empleados. San Francisco Business Times situó a Workday en el puesto número dos de su lista de los Mejores lugares para trabajar en la Bahía (Brest Places to Work in the Bay) en la categoría de empresas más grandes.

## Historia

### 2005-2015
Workday se fundó en marzo de 2005 y se lanzó en noviembre de 2006. Inicialmente, fue financiada por David Duffield y la empresa de capital riesgo Greylock Partners. En diciembre de 2008, Workday trasladó su sede de Walnut Creek (California) a Pleasanton (California), donde se encontraba la anterior empresa del fundador de PeopleSoft, Duffield.
El 6 de febrero de 2008, Workday anunció que había llegado a un acuerdo definitivo para adquirir Cape Clear Software. En mayo de 2008, Workday firmó un importante contrato con Flextronics para prestar servicios de software de gestión del capital humano. Entre las empresas que han revelado públicamente contratos o implementaciones de Workday se incluyen Aviva, Chiquita Brands y otras firmas.
El 29 de abril de 2009, Workday anunció que había conseguido 75 millones de dólares en financiación liderada por New Enterprise Associates. Los inversores existentes Greylock Partners y el CEO y cofundador de Workday Dave Duffield también participaron en la ronda. El 24 de octubre de 2011, Workday anunció 85 millones de dólares en nueva financiación, con lo que el capital total recaudado ascendía a 250 millones de dólares. Entre los inversores de la última ronda se encontraban T. Rowe Price, Morgan Stanley Investment Management, Janus y Bezos Expeditions. En la primavera de 2012, Workday contaba con 310 clientes, desde medianas empresas hasta compañías de Fortune 500.
En octubre de 2012, Workday lanzó su oferta pública inicial (OPI) en la Bolsa de Nueva York con el símbolo WDAY. Sus acciones tenían un precio de 28 dólares y terminaron de cotizar el viernes 12 de octubre a 48,69 dólares, lo que "impulsó a la start-up a una capitalización de mercado de casi 9.500 millones de dólares, incluidas las opciones sobre acciones no ejercidas." Vendió 22,75 millones de acciones de clase A, recaudando 637 millones de dólares. La OPI recaudó más efectivo que cualquier lanzamiento en el sector tecnológico estadounidense desde la OPI de Facebook de 16.000 millones de dólares en mayo de 2012. Sus acciones subieron un 74% en su OPI, lo que subraya el interés de los inversores por la computación en nube.

### 2015 hasta la actualidad
En 2016, Workday lanzó un sistema de información estudiantil basado en la nube para aumentar su cartera de productos de gestión financiera y gestión del capital humano. En 2018, Workday adquirió la empresa Stories.bi, de Filip Doušek.
El CEO de Workday era Aneel Bhusri, que es socio de Greylock Partners y ocupó altos cargos de liderazgo anteriormente en su carrera en PeopleSoft. En 2020, Chano Fernández fue ascendido a codirector general junto con Bhusri. Dave Duffield ocupó el cargo de presidente del consejo de administración hasta su dimisión en abril de 2022, tras lo cual Aneel Bhusri asumió la presidencia.
En noviembre de 2021, Workday anunció la adquisición de VNDLY, una startup que ayuda a las empresas a gestionar el personal externo, por 510 millones de dólares.
Carl Eschenbach, de Sequoia Capital, sustituyó a Fernández como codirector general en diciembre de 2022. La empresa también anunció que Eschenbach se convertiría en su único consejero delegado a partir de marzo de 2024, cuando Bhusri pasaría a ocupar el cargo de presidente ejecutivo.

## Modelo de negocio
Workday vende suscripciones a sus servicios. Los gastos se contabilizan por adelantado cuando se contrata a un nuevo cliente, pero los ingresos asociados se reconocen a lo largo de la vigencia de los contratos plurianuales. En el primer trimestre de 2016, Workday anunció ingresos anuales superiores a 1.000 millones de dólares por primera vez en el año fiscal 2016.

### Gobierno corporativo
Duffield posee derechos de voto sobre acciones de Workday valoradas en 3.400 millones de dólares y Bhusri posee derechos de voto sobre acciones valoradas en 1.300 millones de dólares. En conjunto, poseen el 67% de las acciones con derecho a voto de la empresa. Esta estructura de voto hace mucho menos probable una adquisición hostil.

## Producto
En febrero de 2014, Workday adquirió la startup Identified y su inteligencia artificial Syman para crear su línea de productos Insight Apps. Los primeros productos con SYMAN se anunciaron en Workday Rising 2014.
En julio de 2017, el CEO de Workday, Aneel Bhusri, anunció que la empresa había decidido abrir su plataforma a desarrolladores, socios y software de terceros. Como resultado, Workday entrará en el mercado de la plataforma como servicio (PaaS). Bhusri afirmó que esta medida permitirá a los clientes crear extensiones y aplicaciones personalizadas para trabajar con Workday.
En enero de 2018, Workday anunció que había adquirido SkipFlag, creadores de una base de conocimiento de IA que se construye a sí misma a partir de las comunicaciones internas de una empresa.
Workday ha lanzado 39 actualizaciones de su línea de productos hasta septiembre de 2022, siendo la más reciente "2022 R2". Publica una actualización importante cada 6 meses, en septiembre y marzo.
Workday opera centros de datos ubicados en Ashburn, Virginia; Lithia Springs, Georgia; Portland, Oregón; Dublín, Irlanda; Ámsterdam, Países Bajos; y también utiliza Amazon Web Services para sus principales plataformas de infraestructura informática con el fin de acelerar su expansión mundial.

## Adquisiciones
| # de adquisición | Compañía adquirida | Fecha de adquisición | Ubicación                             | Especialidad                                               |
| ---------------- | ------------------ | -------------------- | ------------------------------------- | ---------------------------------------------------------- |
| 1                | CapeClear          | Febrero de 2008      | Dublín, Irlanda                       | Integración de servicios web                               |
| 2                | Identified         | Febrero de 2014      | California, EE. UU.                   | Reclutamiento                                              |
| 3                | Gridcraft          | Abril de 2015        | Colorado, EE. UU.                     | Planificación                                              |
| 4                | Upshot             | Julio de 2015        | California, EE. UU.                   | Gestión del talento                                        |
| 5                | Mediacore          | Octubre de 2015      | Columbia Británica, Canadá            | Aprendizaje                                                |
| 6                | Zaption            | Junio de 2016        | California, EE. UU.                   | Gestión de contenido                                       |
| 7                | Platfora           | Julio de 2016        | California, EE. UU.                   | Analítica                                                  |
| 8                | Pattern            | Agosto de 2017       | California, EE. UU.                   | Colaboración en equipo                                     |
| 9                | SkipFlag           | Enero de 2018        | California, EE. UU.                   | Aprendizaje automático (IA)                                |
| 10               | Rallyteam          | Junio de 2018        | California, EE. UU.                   | Plataforma de agilidad del talento                         |
| 11               | Adaptive Insights  | Junio de 2018        | California, EE. UU.                   | Planificación empresarial                                  |
| 12               | Stories.bi         | Julio de 2018        | Praga, República Checa                | Análisis aumentados                                        |
| 13               | TrustedKey         | Julio de 2019        | Washington, EE. UU.                   | Gestión de identidades                                     |
| 14               | Scout RFP          | Diciembre de 2019    | California (EE. UU.) y Riga (Letonia) | Software de contratación                                   |
| 15               | Peakon             | Marzo de 2021        | Copenhague, Dinamarca                 | Compromiso de los empleados                                |
| 16               | Zimit              | Septiembre de 2021   | Florida, EE. UU.                      | Gestión de ofertas                                         |
| 17               | VNDLY              | Noviembre de 2021    | Ohio, EE. UU.                         | Gestión de contratistas y proveedores externos de personal |

## Patrocinio
En mayo de 2021, Workday firmó un acuerdo de patrocinio con la Fórmula 1 como socio empresarial regional de finanzas y recursos humanos en el Reino Unido y Alemania. El acuerdo se renovó y amplió en 2022, donde Workday será socio regional de la Fórmula 1 en un acuerdo plurianual.
En marzo de 2023, Workday firmó un acuerdo de patrocinio plurianual con McLaren como socio oficial.